# Androsace salasii
Androsace salasii är en viveväxtart som beskrevs av Fritz Federico Kurtz. Androsace salasii ingår i släktet grusvivor, och familjen viveväxter. Inga underarter finns listade i Catalogue of Life.